# Martin Bakker
Martin Bakker is een Nederlandse multi-instrumentalist (basgitaar, contrabas, tuba, gitaar, zang). 
Bakker speelde live en op de plaat bij verschillende Nederlandse bands en gezelschappen, meestal als basgitarist, waaronder Gruppo Sportivo, Jan Rot, Bombitas, Jango Edwards, Nits, Freek de Jonge, Robert-Jan Stips en Het Groot Niet Te Vermijden.
Bakker is vanaf 1979 actief als beroepsmusicus. Begonnen als bassist in een commercieel orkest genaamd De Roomsoezen met onder anderen Flip en Michiel Jansen, Hans Dagelet en Rinus Groeneveld, speelde hij als 17-jarige al bij Het Werkteater in de voorstelling Een Zwoele Zomeravond, waarmee de theatergroep in het zomerseizoen door Nederland trok met een circustent. Na omzwervingen door Popland met onder meer Gruppo, waarmee hij enige grote Europese tournees (Duitsland, Italië, Scandinavië) deed met als hoogtepunten het Roskilde festival en Rockpalast, sloot hij de samenwerking met Hans Vandenburg af met een tournee door Italië in 1983. 
Na ongeveer twee jaar experimenteren met het schrijven van songs met Iddo de Ru, wat weer resulteerde in een band genaamd De Clip (vijfde plaats Grote Prijs van Nederland 1985), ging hij samen met zijn broer Roy (drums) een samenwerkingsverband aan met Jan Rot. Zij vormden een driemansband, maakten een lp en speelden onder meer een jaar lang in het voorprogramma van de Golden Earring. Zij speelden overal in Nederland met als hoogtepunt Parkpop in Den Haag. Samen met Roy vormde Martin Bakker een ritmesectie die vaak heeft samengewerkt met Bombitas, De Clip en later met Freek de Jonge en Robert-Jan Stips. 
Na de Bombitas stopte de samenwerking met Roy toen Martin Bakker op tournee ging met Jango Edwards, een Amerikaanse clown met veel werk in onder andere Frankrijk, Spanje, Italië en Duitsland. Toen Edwards na twee jaar de band ontsloeg, legde Bakker contact met Stips die hem vroeg bij de Nits te komen bassen. Met de Nits maakte hij drie tournees en een cd. Nadat Stips stopte bij de Nits vroeg hij Martin Bakker mee om een tournee met Freek de Jonge te doen, samen met Roy. Ze begeleidden hem drie tournees lang en wonnen de Scheveningse cabaretbegeleidingsprijs. Ze maakten in de tussentijd ook nog een solo-cd voor Robert-Jan Stips met opnieuw opgenomen oud Supersister-materiaal, afgewisseld met nieuw materiaal. 
Tussen 1997 en 2013 speelt Martin bij Het Groot Niet Te Vermijden, een muziek theatergroep met Louis Kockelmann, Peter Tinke, Jochem Kroon, en Sjoerd Plak. Gezamenlijk maken ze zeven theaterprogramma's waarmee ze langs de Nederlandse theaters toerden. Sinds september 2013 speelt Martin samen met Joris Lutz in BakkerLutz. Ze maken twee theatervoorstellingen, "Het is je bloed”, over hun vaders en zonen, en “Laten we het eens (niet) over vrouwen hebben”. Joris roept regelmatig : “Zullen we een voorstelling maken over gitaren”. Dit wordt “The Six String Sessions”. Een combi van een jam sessie met een vaste band en “talk show. Het werd een succesformule en draait in 2025 nog steeds permanent uitverkocht in Walhalla Rotterdam. In 2017 maakt Martin een solo programma “De Martin Bakker Show” Net als het programma vier keer is gespeeld krijg Kockelmann van Het Groot te maken met enige medische ongemakken en is hij niet meer in staat op te treden. Martin wordt teruggevraagd om de leeg gevallen plek op te vullen en het seizoen tot een goed eind te brengen. Het wordt een permanente vervanging en er wordt besloten tot een nieuw programma. Sjoerd Plak moet in 2018 ook uitvallen en zijn plaats bij Het Groot wordt ingenomen door Evert Josemanders.
Tussen 2017 en 2022 worden er drie voorstellingen gemaakt en in 2023 neemt Het Groot niet te Vermijden afscheid van het “Grote Zalen” circuit. Er wordt wel gespeeld, maar klein en alleen muziek. Intussen vinden er in de cultuursector grote veranderingen plaats. Naast de wereldwijde corona pandemie dunnen het aantal optreed mogelijkheden dusdanig uit dat het tijd wordt iets er bij te gaan doen. Martin wordt bus chauffeur. Tijdens Covid een goede manier om te overleven en het blijkt een hele prettige bezigheid. 
Martin speelt vanaf 2019 in The Dashboard Danglers. Met Jaco van der Steen, Rebecca Bakker, Marcel de Groot en Leon Klaasse. 